# Протеза
Проте́за (дав.-гр. πρόθεσις — «ставлення попереду») — приєднання до слів переднього неетимологічного опорного або перехідного звука для зручності вимови. Протезу можна розглядати як і позиційну так і комбінаторну фонетичну зміну, оскільки приголосний з'являється саме перед голосним, а не перед будь-яким звуком.

## В українській мові
В українській мові частіше за все спостерігається поява приголосних звуків [ʋ] і [ɦ] перед а, о, у та і. Наприклад: вугілля, гострий, вісім, вухо, віслюк.
Протетичними можуть бути й голосні звуки — наприклад, [і], [o] (імла, іржа, іржати, олжа — пор. рос. мгла, ржавчина, ржать, ложь)
Характерне для діалектів, напр. Гандрій, Гумань, горати, гобід тощо.
У процесі фонетичного розвитку мови від всього слова може залишитися один протетичний звук, який первісно взагалі у ньому був відсутній. Так, прийменник «в/у» (якщо він вживається з місцевим і знахідним відмінками) походить від прасл. *vъ < *vъn (д.-рус. въ, вън), у якому початкове *v- є протетичним, а *ъn вважається спорідненим з дав.-гр. εν, лат. і англ. in, нім. im. Поступово цей прийменник втратив спочатку прикінцевий [n] (він зберігся тільки у сполученнях прийменника із займенниками — у них, у ньому, у неї), а потім і редукований [ъ] і став складатися з одної протетичної приголосної, надалі злився з іншим прийменником «у».
У «Грамматиці українського язика» 1913 року Іван Нечуй-Левицький пропонував додавати протетичний приголосний на початку слова, коли попереднє слово закінчується на голосний («повнозвучний»).
|  | В українській мові букви у та і с початку слів скрізь зміняються на букви в та й для полегкости в вимовлянні слів і легкозвучности мови, коли перед ними стоять слова, котрі кінчаються на повнозвучні букви: пішов улицею, на вулиці курява; вона й він рідня; він і вона рідня; на вугіллі, (а не на угіллі), бо вимовлять дві повнозвучні букви трудно ... |

У сучасній українській мові вживання протетичного приголосного на початку слова здебільшого не залежить від сусідніх звуків, а форми слів без нього вважаються застарілими, архаїчними або діалектними.

## В інших мовах
Праслов'янська
Деякі протетичні звуки з'явилися ще в праслов'янську добу, зокрема, [j] з'являвся перед [a], [e], а [v] — перед [ɨ] (< [ū]), [ъ] (< [ŭ]): прасл. *jagnę (з *agnę, пор. лат. agnus), прасл. *jestь (з *estь, пор. лат. est і лит. esti), прасл. *vydra (з *ydra < *ūdra, пор. лит. udra, дав.-гр. ΰδρα), прасл. *vъn (з *ъn < *ŭn, пор. лат. in, дав.-гр. έν), прасл. *vysь (з *ysъ < *ūsos < пра-і.є. *upsos, пор. дав.-гр. ΰψος, давн-англ. up, нім. auf).
Білоруська
У білоруській мові, як і в українській, дуже поширені протетичні [v], [ɣ]: возера, вока, гэты. Зустрічається і протетичний [j]: ён, яна, яно, яны (< д.-рус. онъ, она, оно, они).
Лужицькі
У лужицьких мовах трапляються протетичні [h], [v]: в.-луж. woko, н.-луж. hoko («око»); в.-луж. wótc, н.-луж. wośc («отець»).
Російська
У російській мові існують декілька слів з протезою; у словотворчій парадигмі вона буває непослідовною: войлок (< тюрк. ojlyk), вон (пор. укр. он), восемь (< прасл. osьmь, але осьмина, осьминог), востро, навострить (але острый), вот (прасл. *tъ, пор. укр. от), вотчина (але отец, отчизна, отечество).
Французька
Для французької мови характерні протетичні e, é (останнє — з ранішого es-), що присутні у словах як народно-латинського, так і германського походження. Приклади: espérer < лат. spērāre; estrade < лат. stratum; étiquette < франк. *stikkan, stikjan (пор. англ. sticker).
Іспанська
В іспанській мові трапляється протетичне e перед s: escudo < лат. scutum; estrado < лат. stratum.